# Chorthippus louguanensis
Chorthippus louguanensis är en insektsart som beskrevs av Zheng, Z. och Tu 1964. Chorthippus louguanensis ingår i släktet Chorthippus och familjen gräshoppor. Inga underarter finns listade i Catalogue of Life.